# Craugastor augusti
Craugastor augusti es una especie de anfibio anuro de la familia Craugastoridae.

## Distribución geográfica
Esta especie habita:
- en los Estados Unidos en Arizona, Nuevo México y Texas,
- en México desde Sonora a Oaxaca.[4]

## Etimología
Esta especie lleva el nombre en honor a Auguste Duméril.

## Publicación original
- Brocchi, 1879 : Sur divers batraciens anoures de l'Amérique Centrale. Bulletin de la Société Philomatique de Paris, sér. 7, vol. 3, p. 19-24[5]